# Pionirček
Besedilo:
Tonček je prišel,  

torbico nosi,  

za partizane  

živeža prosi.  

Soseda je dala  

jajčeca tri,  

mala Marjanca  

za ščepec soli.  

Mamica moja  

pa žlico zabele,  

da se za ponev  

ne bodo prijele.
Avtor: Zora Murovec *12.11.1912 - †26.06.1954 (partizansko ime Mirta)
Vir: Pesmi naših borcev, Izbral in uredil Mile Klopčič, I. zvezek, Ljubljana, junij 1944, izdal Propagandni oddelek Glavnega štaba NOV in PO Slovenije pri IOOF, št. 24

### Analiza pesmi "Pionirček"

#### Glasbeni vidik
Ritem in melodičnost:    Pesem "Pionirček" ima preprost ritem, ki je značilen za partizanske pesmi. Njena zasnova omogoča, da jo je lahko peti ali recitirati. Oblika s štirivrstičnimi kiticami, kjer sta drugi in četrti verz riman, olajša zapomnitev in spodbuja kolektivno izvajanje. Glasbeno bi pesem lahko spremljale preproste harmonije, kot sta C-dur in G-dur, pogoste v slovenski ljudski glasbi.

#### Vsebinska analiza
Osrednji motiv:  Pesem opisuje pionirčka Tončka, ki za partizane zbira živež. Ta otroški lik simbolizira mladost, pogum in solidarnost naroda med vojno. Darovi, kot so tri jajca, ščepec soli in žlica zabele, ponazarjajo majhne, a pomembne prispevke posameznikov - k skupnemu cilju.
Simbolika:  Tonček: simbol mladosti in prihodnosti, vendar tudi odgovornosti v času vojne. 
Živež: osnovne potrebe, ki ljudi povezujejo in izražajo solidarnost.  
Družinska podpora: poudarja skromnost in pomen tudi najmanjših darov.